# 神戸壽
神戸 壽（かんべ ひさし、1950年6月22日 - ）は、日本の経営者。兵庫県西脇市出身。

## 経歴
東京農工大学在学中に加奈崎芳太郎、仲井戸麗市、奥津光洋と結成した4人組のフォークグループ「金崎芳樹と古井戸」にベース担当として参加。1970年9月に渋谷ジァン・ジァンでステージデビューを果たす。
大学卒業後、1974年に松下電工入社、社内システムのオンライン化に関わる。1977年に退職し、家業の材木店を継ぐが、「将来、自分はこれをやったんだと子供に胸張って言えるものを残したい」というかつての音楽仲間の言葉を思い出し、1982年に兵庫県西脇市でソフトウェア開発会社「ブレイン」を創業。2012年にはトレイの上に載せたパンの種類を画像認識AI技術で識別、精算までを自動で行う「ベーカリースキャン」システムを兵庫県立大学と共同開発した。2020年にAI技術を活用した癌細胞検出システムを（公財）ルイ・パストゥール医学研究センター、兵庫県立大学と共同開発した。2022年4月に旭日単光章を受章。